# Natação nos Jogos Pan-Americanos de 2003 - 50 m livre masculino
O evento dos 50 m livre masculino nos Jogos Pan-Americanos de 2003 foi realizado em 16 de agosto de 2003. Fernando Scherer (BRA) conquistou o tricampeonato com a marca de 22.40, com José Meolans (ARG) em segundo, com 22.42, e Gary Hall Jr. (USA) em terceiro, com 22.43.

## Medalhistas
| Ouro   | BRA Fernando Scherer |
| Prata  | ARG José Meolans     |
| Bronze | USA Gary Hall Jr.    |

## Recordes
| Recorde mundial       | Alexander Popov (RUS)  | 21.64 | 1 de junho de 2000  | Moscou   |
| Recorde pan-americano | Fernando Scherer (BRA) | 22.22 | 6 de agosto de 1999 | Winnipeg |

## Resultados
| Posição | Nadador                   | Eliminatórias | Eliminatórias | Final |
| Posição | Nadador                   | Tempo         | Posição       | Tempo |
| ------- | ------------------------- | ------------- | ------------- | ----- |
| 1       | Fernando Scherer (BRA)    | 22.55         | 3             | 22.40 |
| 2       | José Meolans (ARG)        | 22.68         | 4             | 22.42 |
| 3       | Gary Hall Jr. (USA)       | 22.51         | 2             | 22.43 |
| 4       | Ricardo Busquets (PUR)    | 22.49         | 1             | 22.52 |
| 5       | Marcos Hernández (CUB)    | 22.90         | 7             | 22.64 |
| 6       | Jader Souza (BRA)         | 22.79         | 5             | 22.80 |
| 7       | Matt Rose (CAN)           | 22.80         | 6             | 22.89 |
| 8       | Camilo Becerra (COL)      | 22.97         | 8             | 23.16 |
|         |                           |               |               |       |
| 9       | Julio Santos (ECU)        | 23.33         | 9             | 23.39 |
| 10      | Chris McCrary (USA)       | 23.35         | 10            | 23.43 |
| 11      | Raymond Rosal (VEN)       | 23.41         | 11            | 23.47 |
| 12      | Felipe Delgado (ECU)      | 23.62         | 12            | 23.48 |
| 13      | Josh Laban (ISV)          | 23.72         | 16            | 23.51 |
| 14      | Octavio Alesi (VEN)       | 23.69         | 13            | 23.64 |
| 15      | Francisco Picasso (URU)   | 23.70         | 14            | 23.69 |
| 16      | Howard Hinds (AHO)        | 23.70         | 14            | 24.04 |
|         |                           |               |               |       |
| 17      | Paul Kutscher (URU)       | 23.72         | 16            |       |
| 18      | Antonio Hernández (CUB)   | 23.78         | 18            |       |
| 19      | Ismael Ortiz (PAN)        | 23.97         | 19            |       |
| 20      | Nicholas Bovell (TRI)     | 24.05         | 20            |       |
| 21      | Alejandro Siqueiros (MEX) | 24.17         | 21            |       |
| 22      | Max Schnettler (CHI)      | 24.45         | 22            |       |
| 23      | Chris Vythoulkas (BAH)    | 24.46         | 23            |       |
| 24      | Erick Santos (DOM)        | 24.56         | 24            |       |
| 25      | Jamie Peterkin (LCA)      | 24.59         | 25            |       |
| 26      | Gustavo Martínez (HON)    | 24.71         | 26            |       |
| 27      | Maran Cruz (PUR)          | 24.75         | 27            |       |
| 28      | Onan Thom (GUY)           | 24.83         | 28            |       |
| 29      | Davy Bisslik (ARU)        | 24.90         | 29            |       |
| 30      | Stephenson Wallace (VIN)  | 26.73         | 30            |       |